# Lloyd Meeds

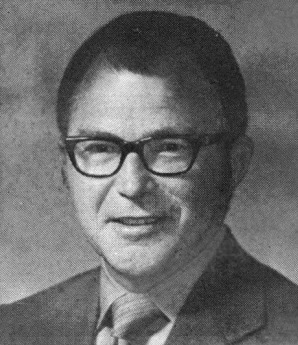
Lloyd Meeds (1975)

Edwin Lloyd Meeds (* 11. Dezember 1927 in Dillon, Beaverhead County, Montana; † 17. August 2005 in Church Creek, Maryland) war ein US-amerikanischer Politiker. Zwischen 1965 und 1979 vertrat er den Bundesstaat Washington im US-Repräsentantenhaus.

## Werdegang
Lloyd Meeds besuchte zunächst die öffentlichen Schulen seiner Heimat. Während seiner High-School-Zeit zog er mit seinen Eltern im Jahr 1944 nach Monroe im Staat Washington. Dort beendete er 1946 die High School. Zwischen 1946 und 1947 diente Meeds in der US Navy. Danach setzte er bis 1950 seine Ausbildung am Everett Junior College fort. Zwischen 1950 und 1954 war er Mitbetreiber einer Tankstelle. Nach einem anschließenden Jurastudium an der Gonzaga University und seiner im Jahr 1958 erfolgten Zulassung als Rechtsanwalt wurde er zwischen 1958 und 1960 stellvertretender Bezirksstaatsanwalt im Spokane und im Snohomish County. Danach arbeitete er bis 1962 als privater Rechtsanwalt, ehe er zwischen 1962 und 1964 Bezirksstaatsanwalt im Snohomish County wurde.
Politisch war Meeds Mitglied der Demokratischen Partei. In den Jahren 1960 bis 1962 leitete er deren Jugendorganisation im Snohomish County. In diesem Bezirk war er auch im Vorstand der Partei. Bei den Kongresswahlen des Jahres 1964 wurde er im zweiten Wahlbezirk seines Staates in das US-Repräsentantenhaus in Washington, D.C. gewählt, wo er am 3. Januar 1965 die Nachfolge von Alfred Westland antrat. Nach sechs Wiederwahlen konnte er bis zum 3. Januar 1979 sieben zusammenhängende Legislaturperioden im Kongress absolvieren. In diese Zeit fielen unter anderem das Ende des Vietnamkriegs und die Watergate-Affäre. Außerdem wurden damals im Kongress der 25. und der 26. Verfassungszusatz verabschiedet. Im Repräsentantenhaus befasste sich Meeds besonders mit Umwelt- und Bildungsfragen.
Im Jahr 1978 verzichtete Lloyd Meeds auf eine weitere Kandidatur. In den folgenden Jahren praktizierte er als Anwalt in der Bundeshauptstadt Washington. Er starb am 17. August 2005 in Church Creek.